# Краковский Лайконик
Краковский Лайконик (пол. Lajkonik) — персонаж в костюме татарского всадника, являющийся важным элементом краковской фольклорной традиции.
Древняя столица Польши Краков был дважды в своей истории в 1241 и 1257 годах осаждён монгольскими войсками. В честь этих исторических событий в краковскую традицию вошли два элемента: «краковский хейнал» — тревожный сигнал, исполняемый трубачом на колокольне краковского костёла св. Марии, и «Лайконик» — персонаж в костюме татарского всадника, с буздыганом в руке, несущий изображение коня, который ежегодно на восьмой день после праздника Тела и Крови Христовых танцует на улицах Кракова в сопровождении народных музыкантов, размахивая краковским знаменем.
Традиция Лайконика началась в XVII или XVIII веке. Нынешний костюм был создан Станиславом Выспяньским в начале XX века.
Лайконик начинает свой проход по краковским улицам от Музея города Кракова, потом посещает женский норбертанский монастырь, где из рук аббатисы получает символический выкуп.
Несколькими часами позже Лайконик заканчивает свой проход по улицам Кракова на Рыночной площади.